# Människoätarna från Tsavo

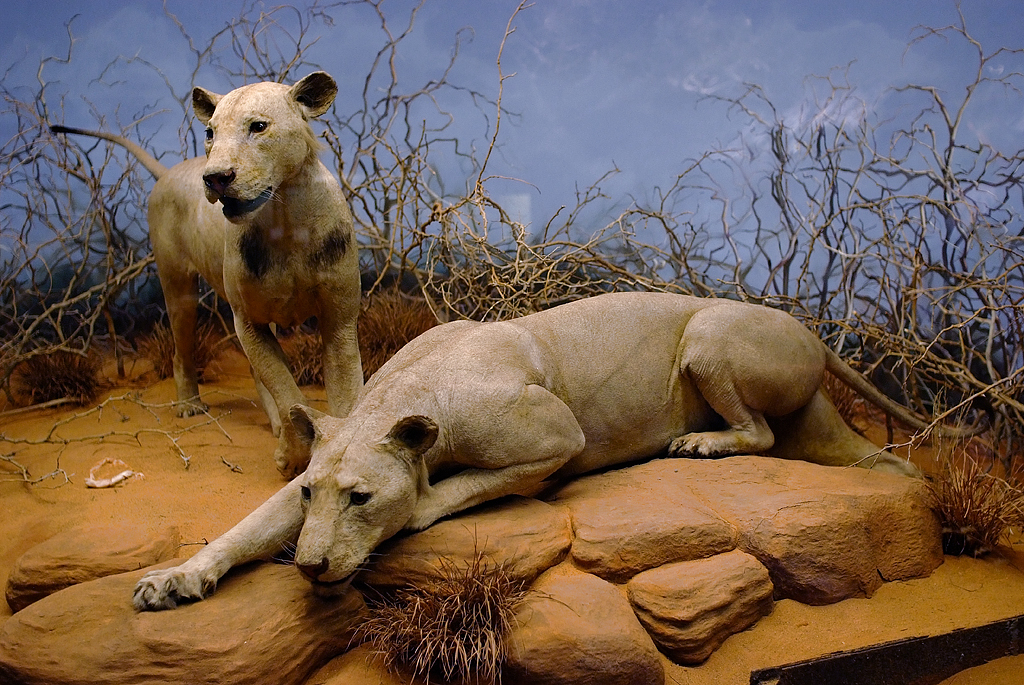
Tsavo, människoätarna visas i monter på Field Museum of Natural History i Chicago.

Människoätarna från Tsavo var ett par människoätande manlösa lejonhanar i området Tsavo i Kenya som var ansvariga för att ha dödat och ätit mellan 30 och 40 offer mellan mars till december år 1898 vid ett järnvägsbrobygge. Lejonen var även kända för att jaga och attackera människor på ovanliga sätt. De dödades båda till slut av arbetsledaren John Henry Patterson. 

## Historia
Då byggandet av en järnvägsbro över Tsavofloden i Kenya började byggas i mars 1898 som en del av byggandet av den brittiska järnväg som förbinder Uganda med Indiska oceanen vid Kilindini Harbour bestod byggarbetsplatsen av flera läger på över en mils bredd som rymde flera hundra arbetare varav de flesta var indiska. Projektets ledare var överstelöjtnant John Henry Patterson som anlände bara några dagar innan attackerna började vilket fick en del vidskepliga arbetare att beskylla Patterson för attackerna.
Under de kommande nio månaderna anföll lejonen lägret där de släpade ut sovande arbetare från sina tält under natten och åt upp dem i bushen nära lägret. 
Arbetarna försökte skrämma bort lejonen genom att tända stora eldar och resa höga stängsel av taggträd runt sin lägerplats. Detta visade sig vara till ingen nytta då lejonen hoppade över eller kröp under stängslet vilket täckte deras skinn med ärr från grenarnas taggar. Patterson noterade att bara ett lejon åt gången anföll, men snart blev lejonen fräckare och anföll i par där de kunde gripa mer än ett offer.
När attackerna ökade flydde hundratals arbetare från området vilket stoppade brobygget. Vid denna tidpunkt började också kolonialtjänstemän att ingripa. Enligt Patterson hade en av dessa, distriktsofficeren Whitehead, undsluppit att bli dödad av ett av lejonen medan hans assistent Abdullah drogs iväg och dödades. 
Patterson satte flera fällor runt lägret och försökte lurpassa på lejonen genom att hålla vakt från ett träd. Efter flera försök utan framgång lyckades han skjuta det första lejonet den 9 december 1898. Enligt Patterson själv sårade han först lejonet med ett skott från ett högkalibergevär som träffade lejonet i ena bakbenet, men det lyckades fly. Det återvände senare på natten och började förfölja Patterson. Den här gången träffade Patterson lejonet i skuldran med ett kraftigare gevär. Han fann nästa morgon det döda lejonet inte långt från platsen han skjutit mot det. Det andra skottet hade träffat hjärtat på lejonet. Det krävdes åtta män för att bära det döda djuret tillbaka till lägret. Dess kompanjon visade sig sedan inte på flera dagar.
20 dagar senare hittades det andra lejonet och dödades. Detta lejon var ovanligt seglivat då det krävdes nio skott för att döda det. Det första skottet träffade lejonet i ena bakbenet och avlossades från en byggnadsställning som Patterson byggt nära en get som lejonet dödade. Två skott från ett annat gevär träffade lejonet 11 dagar senare då Patterson upptäckte det under natten och det lyckades fly, svårt sårat. När de hittade lejonet nästa dag sköt Patterson ytterligare tre skott vilket skadade djuret allvarligt, Patterson tvingades söka skydd i ett träd då det dödligt sårade lejonet försökte anfalla honom. Patterson avfyrade ytterligare tre skott från ett tredje gevär han fick av sin vapenbärare som sökt skydd i samma träd. Det tredje skottet träffade lejonet i huvudet vilket slutligen dödade det. Enligt Patterson dog lejonet med sina käkar tuggade på en trädgren medan det fortfarande försökte nå honom.
Arbetarna återvände och bron stod klar i februari 1899.

## Orsaker till att jaga människor
De flesta lejon äter aldrig människor. Oftast då ett rovdjur blir människoätare beror det på att det är skadat och tvingat att fälla enklare byten. Annat som kan orsaka det är brist på bytesdjur, eller att djuret får smak på människokött efter att det har ätit döda kroppar av människor som dött i epidemier och inte blivit ordentligt begravda, utan varit lätta att gräva upp igen.
En studie 2017 fann att ett av lejonen hade en tandinfektion vilket kan ha gjort det svårt för det att jaga då lejon under jakt främst använder sig av sina käkar för att gripa tag om bytesdjurens strupar för att kväva dem. För rovdjur med såna problem är en människa ett betydligt enklare byte än till exempel en buffel. 

## På museum
Efter ha varit Pattersons golvmattor i 25 år sålde han lejonens skinn till Field Museum of Natural History i Chicago, Illinois 1924 för 5000 dollar. Lejonskinnen var inte i gott skick, men skinnen rekonstruerades och visas nu upp permanent ihop med lejonens kranier. 

## Populärkulturen
En känd film om dessa rovdjur kallad The Ghost and the Darkness (Savannens härskare på svenska) är en fiktiv historisk äventyrsfilm från 1996 med Val Kilmer och Michael Douglas i huvudrollerna. Kilmer spelar John Patterson och Douglas spelar den fiktiva karaktären Charles Remington. Filmen vann Oscar för bästa ljudredigering. En tydlig skillnad från verkligheten var att lejonen i filmen hade man, vilket lejonen saknade i verkligheten. Det är ganska vanligt att hanlejon i Tsavo saknar man. Troligen hade lejonen i filmen man för att de inte skulle förväxlas med lejonhonor.